# 이아페투스 (위성)
이아베투스(lapetus)는 토성의 23번째 위성이다. 토성으로부터 약 356 만 km 정도 떨어져 있고, 이심률은 0.028 정도이며 지름은 약 1494.8 km 정도이다. 이는 토성의 위성 중 3번째로 큰 것이며, 공전 주기는 약 80 일이고, 자전 주기 역시 동주기 자전으로 인하여 공전 주기와 같은 80일 정도이다. 적도에는 태양계 최대의 산맥이 존재하는데 높이는 4,509m 정도이고, 최대 높이는 13 km 일 것으로 보인다. 이아페투스의 한쪽 표면은 흰 눈으로 덮여있는데 반해, 한쪽 표면은 먼지로 시커멓게 뒤덮여있다. 이아페투스의 이러한 비정상적인 모습은 최근 카시니호(Cassini)가 이아페투스에 여러 가지 물리적 작용이 일어남으로 인한 것임을 밝혀냈다. 이아페투스는 1671년 10월 25일, 조반니 도메니코 카시니가 발견하였다.

## 발견
이아페투스는 1671년 10월 25일에 조반니 도메니코 카시니가 발견하였다. 당시 이 발견은 타이탄(Titan)의 발견에 이어 두 번째 발견이었다

## 명칭
이아페투스는 원래 고대 그리스 신화의 우라노스와 가이아 사이에서 태어난 타이탄족의 이름인 '이아페토스(Ιαπετός)'에서 유래한 것이다. 그리스식의 발음은 '이아페토스'이지만 영어식 발음은 '아이애피터스(aɪˈæpɨtəs)'이다. 영어에서 가끔 이아페투스를 'Japetus'로 쓰기도 한다. 이 이름을 처음 제안한 사람은 존 프레더릭 윌리엄 허셜(John Frederick William Herschel)이다. 1847년, 그의 저서인 『희망봉에서 이루어진 천문 관측 결과 (Results of Astronomical Observations made at the Cape of Good Hope)』에서 이 이름의 제안 내용이 나와있다. 당시 이 발견은 타이탄에 이어 두 번째 발견이었다. 그러나 디오네(Dione), 테티스(Tethys), 레아(Rhea)의 발견이 뒤로 이어지자, 이아페투스는 토성 V라는 정식 명칭을 얻게된다. 그 당시의 천문학자들은 로마 숫자로 번호 메기기를 좋아하여 발견된 천체에 자주 로마 숫자 번호를 메겼다. 미마스(Mimas)와 엔셀라두스(Enceladus)가 발견되자 이아페투스는 토성 VII라는 정식 명칭이 주어졌고, 1848년, 히페리온(Hyperion)이 발견되자 이아페투스의 정식 명칭은 오늘날 정식 명칭인 토성 VIII로 변경되었다. 이아페투스의 소유격 명칭은 'Iapetian', 'Japetian'이다. 현재 한국에서 가장 많이 쓰이는 발음은 '이아페투스'인데 가끔 '아이아페투스'나 '이아페토스'도 사용된다. 한국에서 이아페투스를 '라페투스'라고 표기한 경우도 있는데 이는 Iapetus의 'I'를 'L'로 잘못보고 발음을 그대로 적은 것이다. 이런 발음은 인터넷과 TV에서, 심지어는 책에서까지도 표기된 적이 있다. 이런 식의 표기는 일본에서도 찾아 볼 수 있다. 한편, 이아페투스는 아서 찰스 클라크(Arthur Charles Clarke)의 소설인 『2001 스페이스 오디세이(2001: A Space Odyssey)』에서 스타게이트가 있는 곳으로 나온다.

## 표면
이아페투스의 표면은 매우 독특하다. 위의 사진에서 보듯이, 한 쪽에는 먼지로 검게 덮여있는 반면, 다른 한 쪽은 흰 눈으로 덮여있어 보는 이에게 대조적인 느낌을 준다. 이것은 이아페투스에게만 존재하는 특유의 모습으로 최근 2009년, 그 이유가 밝혀진 듯 하였다.

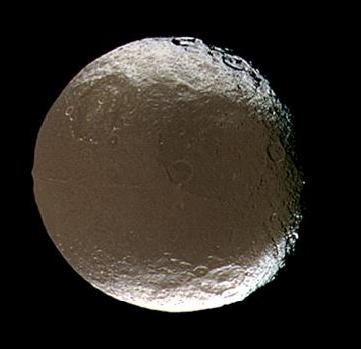
카시니 영역(Cassini Regio), 이아페투스의 원래 표면 모습이다.

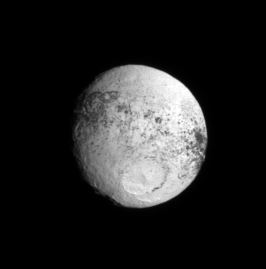
롱스보 대지(Roncevaux Terra), 흰 눈으로 덮여있다.

스피처 망원경(Spitzer Telescope)은 2009년, 토성의 거대한 고리를 적외선으로 촬영하였는데 그 고리가 이아페투스와 포에베(Phoebe) 사이에 걸쳐있었다. 그 고리의 이름은 포에베 고리(Phoebe Ring)로 지구가 자그마치 10억 개나 들어갈 수 있을 만큼 거대했다. 그러나 그 입자는 매우 작아서 21세기가 될때까지 발견되지 못했고, 2009년에서야 스피처 망원경의 적외선 촬영으로 발견되었다. 고리 입자가 이아페투스의 한 쪽면과 충돌하였고 그 과정이 계속되어 눈으로 덮여있던 이아페투스는 토성과 마주보는 면 반대편에서 입자와의 충돌에 먼지가 쌓여 검게 변한 것이다. 즉, 먼지 쌓인 면이 입자와 충돌하는 면이라는 것이다. 그리고 그 고리는 비교적 오랫동안 존재하였을 것으로 추정하는데 어두운 부분에만 적도 능선(赤道 稜線, 아까 언급했던 '산맥')이 발달한 것으로 보아 이 입자들이 적도에 충돌하여 산맥을 형성하였고 그 미세한 입자들이 쌓이는 과정은 굉장히 오래 지속되어야 하므로 그렇게 추정한다. 어두운 부분은 정확히 말해서 먼지가 쌓인 것은 아니고 눈이 녹아 원래의 표면이 드러난 것이라고 할 수 있다. 원래 눈으로 덮여있던 면이 작은 열을 가진 포에베 고리 입자와 충돌하여 녹은 것으로 보인다. 따라서 흰 면은 토성과 마주하는 부분이다. 먼지가 쌓인 면은 '카시니 영역(Cassini Regio)'라고 부르는데 흰 부분은 '롱스보 대지(Roncevaux Terra)'라고 부른다. 지구에서 카시니 영역이 보일때는 실시 등급이 11.9 정도이고 롱스보 대지가 보일때는 10.2 정도로 밝아진다. 한편, 표면의 카시니 영역에 존재하는 적도 능선인 산맥은 높이가 4,509m 정도이고 최대 13 km이다. 이 산맥은 포에베 고리의 입자들이 오랫동안 쌓여서 만들어졌다. 적도 능선은 카시니호가 2004년 12월 31일, 이아페투스에 접근했을 때 발견하였다. 보이저호(Voyager)가 이아페투스에 접근했을 때도 발견하지 못한 것이다. 산맥은 약 1,300 km 정도의 길이에 폭은 20 km 정도이다.

## 같이 보기
- 행성
- 손자위성